# Phare de Caseville Harbor

Le phare de Caseville Harbor (en anglais : Caseville Harbor Light), est un phare de la rive ouest du lac Huron, situé sur le côté sud de la rivière Pigeon se jetant dans la baie de Saginaw  à Caseville dans le Comté de Huron, Michigan.

## Description
Le phare  est une tour carrée en bois, avec galerie et lanterne, de 12 m de haut, s'élevant à l'extrémité d'un immeuble de trois étages. Le bâtiment est peint en blanc et les toits sont rouges.
Il émet, à une hauteur focale de 20 m, un bref flash blanc de 0.5 secondes par période de 10 secondes. Sa portée est de 5 milles nautiques (environ 9 km).

## Caractéristiques dufeu maritime
Fréquence : 10 secondes (W)
- Lumière : 0.5 seconde
- Obscurité : 9.5 secondes

Identifiant  : ARLHS : USA-1258 ; USCG :  7-10373.

### Lien connexe
- Liste des phares au Michigan